# Silberhort von Fyrunga

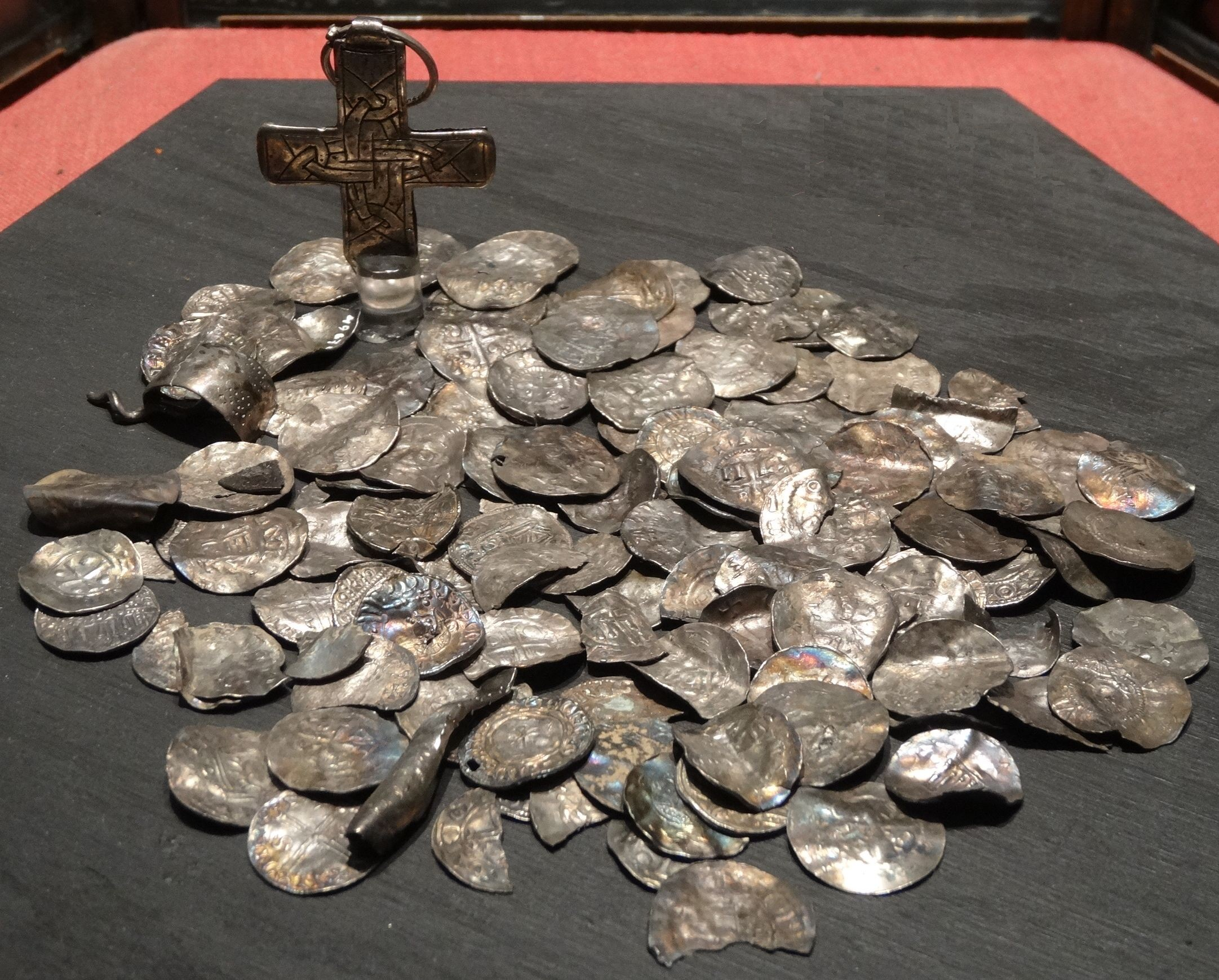
Silberhort von Fyrunga

Der Silberhort von Fyrunga (schwedisch Silverskatten i Fyrunga) wurde 1951 auf dem Bauernhof „Stommen gård“ in Fyrunga bei Vara in der Provinz Västergötland in Schweden gefunden. 
Der laut Harald Widéen (1912–2001) zwischen 1000 und 1050 n. Chr., zum Ende der Wikingerzeit (800–1050 n. Chr.) vergrabene Silberschatz der Wikinger enthält Münzen aus Dänemark, Deutschland und England. Ein silbernes griechisches Kreuz mit Anhänger ist Teil des Schatzes. Es zeigt Jesus am Kreuz auf der einen und Flechtwerk der Wikingerzeit auf der anderen Seite. Der Schatz ist im Wikingersaal des Stadtmuseums von Göteborg ausgestellt.